# Can Coma-rodona
Can Coma-rodona és una masia situada al veïnat de les Masies de Sant Amanç del municipi d'Anglès inclosa en l'Inventari del Patrimoni Arquitectònic de Catalunya. De les diferents masies del veïnat, Can Coma-rodona és actualment de les poques habitades i l'única que té una explotació agrària activa.

## Situació
Aquesta masia resta separada de les altres masies del veïnat per la riera de Sant Amanç, ja que queda al nord d'aquesta, a una alçada de 292 msnm. Aquesta separació respecte de les altres motiva igualment que s'hi accedeixi a través d'una pista asfaltada independent.

## Descripció
Masia que consta de dues plantes i coberta amb una teulada a dues aigües de vessants a façana. És una masia que pels seus trets constitutius la podríem enquadrar dins d'una primera tipologia o família de masies. Les masies que es corresponen amb aquesta primera tipologia comparteixen tota una sèrie de trets comuns, com ara el fet de tenir la coberta amb els vessants encarats cap a les façanes principals. Aquest tipus sol correspondre normalment a les masies de més antiguitat sorgides d'una evolució continuada a partir d'un primer cos de reduïdes dimensions. Aquest primer nucli construït als volts dels segles xiv i xv, podia tenir diverses plantes. Així la planta baixa, pràcticament sense cap obertura, era destinada a quadres pel bestiar. La planta primera, a què s'accedia per una escala exterior de pedra i una porta d'influència romànica, era formada per una sola estança on hi havia la llar de foc, l'aigüera... Moltes vegades hi havia una tercera planta, molt petita, que servia de dormitori, amb accés per mitjà d'una simple escala de mà.
La prosperitat del camp en els segles xvi i xvii donà lloc a les successives reformes i ampliacions que convertiren a aquells primers edificis minúsculs en les vastes masies que avui tenim. El resultat ha estat, en molts casos, la d'una arquitectura complexa i de difícil generalització tipològica.
Pel que fa a la façana principal, la planta baixa consta de tres obertures, a destacar especialment dues com són el gran portal adovellat d'arc de mig punt amb dovelles de mida gran ben escairades i una petita finestra rectangular, a la llinda de la qual hi consta la data de 1647 i un emblema circular.
El primer pis consta de quatre obertures rectangulars, a destacar especialment les dues centrals. La primera té una llinda monolítica conformant un arc pla, muntants de pedra, ampit treballat i en la llinda s'observa la data de 1678. La segona és una finestra amb permòdols i ampit treballat, sota del qual trobem la solució que consisteix en la disposició de tres pedres sota com a mesura de reforç en la sostentació de la pesant finestra. Entremig de les dues finestres trobem un rellotge de sol.
En la façana nord, que en l'actualitat serveix com a estable per a les ovelles, destaca un gran portal adovellat d'arc de mig punt amb unes dovelles de mida gran i molt ben escairades. En el mateix nivell de la planta baixa trobem una minúscula obertura rectangular i en la llinda de la qual s'observa la data de 1747. En aquesta façana nord, a nivell de coberta, s'observa perfectament la cornisa catalana.
Adossat a l'immoble, en sentit transversal, trobem una construcció de dues plantes, bastant reformada per tal d'habilitar-la com a habitatge, però que tot i així conserva diversos elements originals: tant en la planta baixa, amb un portal rectangular, amb llinda monolítica conformant un arc pla, muntants de pedra ben escairats i una llinda de grans proporcions que recull la inscripció: "16+47" i "SALVI· RVIRA I· COMARRV (dona)". Una inscripció complementada per la disposició d'un floró central coronat per una Creu. Com també en la planta baixa, amb una obertura rectangular, amb llinda monolítica, muntants, ampit treballat i en la llinda trobem la data de 1651. En sintonia amb la façana nord, la façana sud també alberga un altre gran portal adovellat d'arc de mig punt amb grans dovelles.

## Història
La primera referència documental del mas és del segle xiv (1326). Consta també l'existència, dins el mas d'una capella dedicada a Sant Miquel. Aquesta entrà en desús a principis del segle xvii, quan un retaule que hi havia fou traslladat a l'ermita de Sant Amanç (Anglès). Des de 1929 aquest retaule està conservat al Museu Diocesà de Girona. La dovella clau del portal d'entrada recull la data de 1648.